# Dương Tây
Dương Tây (chữ Hán giản thể: 阳西县) là một huyện thuộc địa cấp thị Dương Giang, tỉnh Quảng Đông, Cộng hòa Nhân dân Trung Hoa. Huyện này có diện tích 1271 ki-lô-mét vuông, dân số năm 2001 là 470.000 người. Mã số bưu chính là 529800. Huyện lỵ đóng tại trấn Chức 篢. Về mặt hành chính, huyện này được chia thành 8 trấn: Chức 篢, Trình Thôn, Khê Đầu, Thượng Dương, Sa Bái, Nho Động, Tân Vu, Đường Khẩu.